# Amateur
Amateur é o primeiro registo gravado pela banda portuguesa de rock, blues e gospel, Wraygunn lançado em 2000 em formato EP pela editora LUX. Contou com a participação de Kaló, actual membro da banda Bunnyranch.

## Faixas
1. Mad man blues
2. Sweet like sugar
3. Lust
4. All night long
5. Man on speed
6. Pin-up baby

## Formação
- Paulo Furtado (voz e guitarras),
- Raquel Ralha (voz),
- Selma Uamusse (voz),
- Sérgio Cardoso (baixo),
- Francisco Correia (sampler, gira-discos),
- Pedro Pinto (bateria),
- João Doce (percussão & bateria)